# Elaphoglossum aemulum
Elaphoglossum aemulum är en träjonväxtart som först beskrevs av Georg Friedrich Kaulfuss, och fick sitt nu gällande namn av Brackenr. Elaphoglossum aemulum ingår i släktet Elaphoglossum och familjen Dryopteridaceae. Inga underarter finns listade.

## Bildgalleri

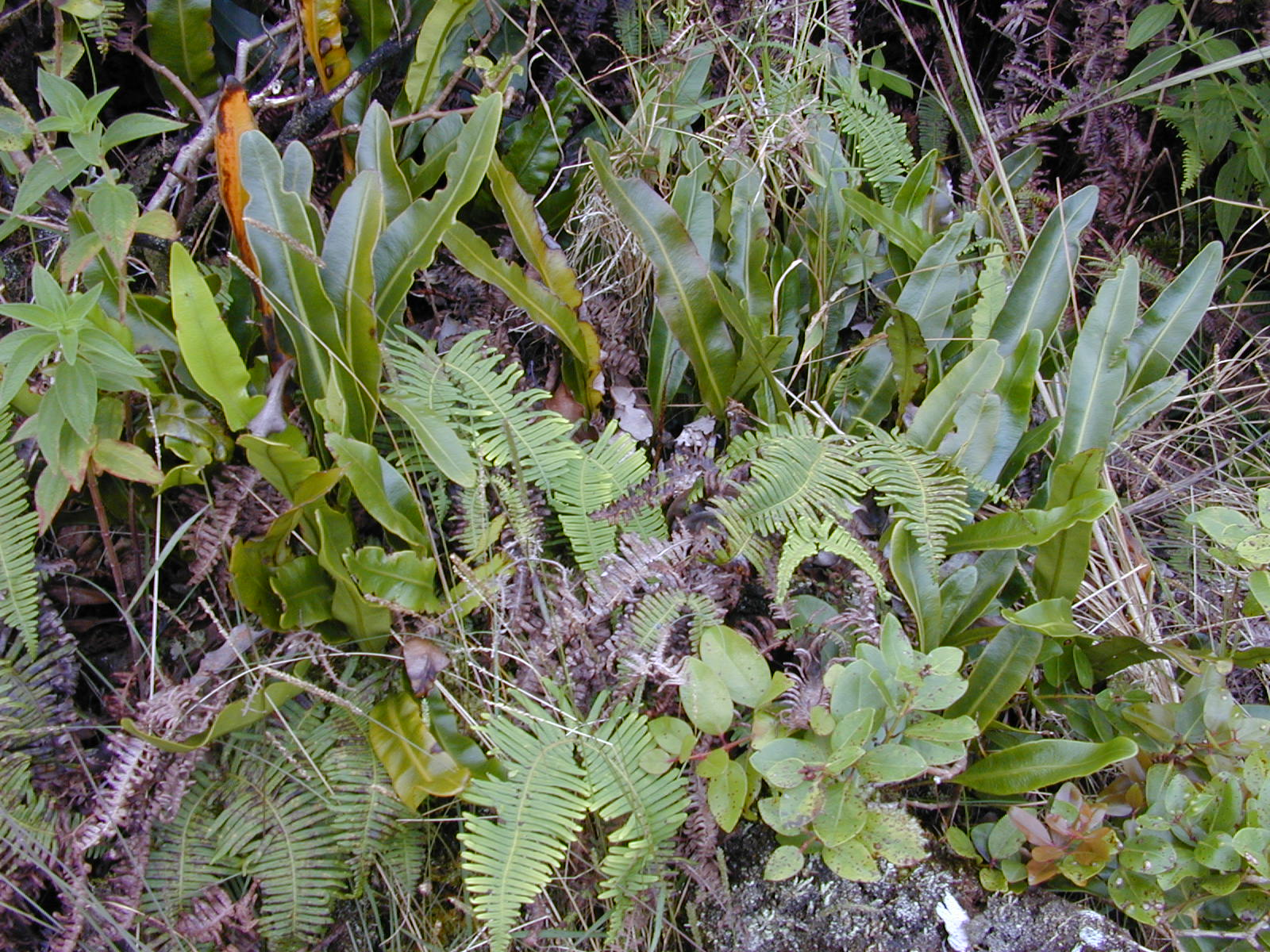